# Elijah Fenton
Elijah Fenton, född den 20 maj 1683, död den 16 juli 1730, var en engelsk skald. 
Fenton gav ut ett häfte Miscellaneous poems (1717) och tragedin Marianne (1723), vilka hade stor framgång. Dessutom biträdde han Pope vid dennes översättning av Odysséen.